# Justin Ospelt
Justin Ospelt (Nassau, 7 settembre 1999) è un calciatore liechtensteinese con cittadinanza bahamense, portiere del Siegen e della nazionale liechtensteinese.

## Carriera

### Club
Ha giocato nella massima serie svizzera con il Vaduz, con cui nella stagione 2017-2018 ha anche giocato una partita nei turni preliminari di Europa League.

### Nazionale
Ha giocato nelle nazionali giovanili liechtensteinesi Under-17, Under-19 ed Under-21.
Il 7 ottobre 2020 ha esordito con la nazionale maggiore giocando l'amichevole vinta 1-2 contro il Lussemburgo.

## Statistiche

### Cronologia presenze e reti in nazionale
| Cronologia completa delle presenze e delle reti in nazionale ― Liechtenstein | Cronologia completa delle presenze e delle reti in nazionale ― Liechtenstein | Cronologia completa delle presenze e delle reti in nazionale ― Liechtenstein | Cronologia completa delle presenze e delle reti in nazionale ― Liechtenstein | Cronologia completa delle presenze e delle reti in nazionale ― Liechtenstein | Cronologia completa delle presenze e delle reti in nazionale ― Liechtenstein | Cronologia completa delle presenze e delle reti in nazionale ― Liechtenstein | Cronologia completa delle presenze e delle reti in nazionale ― Liechtenstein |
| Data                                                                         | Città                                                                        | In casa                                                                      | Risultato                                                                    | Ospiti                                                                       | Competizione                                                                 | Reti                                                                         | Note                                                                         |
| ---------------------------------------------------------------------------- | ---------------------------------------------------------------------------- | ---------------------------------------------------------------------------- | ---------------------------------------------------------------------------- | ---------------------------------------------------------------------------- | ---------------------------------------------------------------------------- | ---------------------------------------------------------------------------- | ---------------------------------------------------------------------------- |
| 7-10-2020                                                                    | Lussemburgo                                                                  | Lussemburgo                                                                  | 1 – 2                                                                        | Liechtenstein                                                                | Amichevole                                                                   | -1                                                                           |                                                                              |
| 31-3-2021                                                                    | Vaduz                                                                        | Liechtenstein                                                                | 1 – 4                                                                        | Islanda                                                                      | Qual. Mondiali 2022                                                          | -4                                                                           |                                                                              |
| 29-3-2022                                                                    | San Pedro del Pinatar                                                        | Fær Øer                                                                      | 1 – 0                                                                        | Liechtenstein                                                                | Amichevole                                                                   | -                                                                            | 46’                                                                          |
| 16-11-2022                                                                   | Gibilterra                                                                   | Gibilterra                                                                   | 2 – 0                                                                        | Liechtenstein                                                                | Amichevole                                                                   | -                                                                            | 46’                                                                          |
| 3-6-2024                                                                     | Szombathely                                                                  | Albania                                                                      | 3 – 0                                                                        | Liechtenstein                                                                | Amichevole                                                                   | -3                                                                           |                                                                              |
| 9-6-2025                                                                     | Vaduz                                                                        | Liechtenstein                                                                | 0 – 4                                                                        | Scozia                                                                       | Amichevole                                                                   | -2                                                                           | 46’                                                                          |
| Totale                                                                       |                                                                              | Presenze                                                                     | 6                                                                            |                                                                              | Reti                                                                         | -10                                                                          |                                                                              |

## Palmarès

### Club

#### Competizioni nazionali
- Coppa del Liechtenstein: 2

Vaduz: 2017-2018, 2018-2019